# بوبي براون (لاعب كرة قاعدة أمريكي)
بوبي براون (بالإنجليزية: Bobby Brown)‏ هو لاعب كرة قاعدة أمريكي، ولد في 24 مايو 1954 في نورفولك في الولايات المتحدة.

## وصلات خارجية
- بوبي براون على موقعبيزبول رفرنس.كوم (الدوري الرئيسي) (الإنجليزية)
- بوبي براون على موقعبيزبول رفرنس.كوم (الدوري الثانوي) (الإنجليزية)
- بوبي براون على موقع مشجعي الرسوم البيانية (الإنجليزية)